# Liana Șerbescu
 (août 2025).
La mise en forme du texte ne suit pas les recommandations de Wikipédia : il faut le « wikifier ».
Les points d'amélioration suivants sont les cas les plus fréquents. Le détail des points à revoir est peut-être précisé sur la page de discussion.
- Les titres sont pré-formatés par le logiciel. Ils ne sont ni en capitales, ni en gras.
- Le texte ne doit pas être écrit en capitales (les noms de famille non plus), ni en gras, ni en italique, ni en « petit »…
- Le gras n'est utilisé que pour surligner le titre de l'article dans l'introduction, une seule fois.
- L'italique est rarement utilisé : mots en langue étrangère, titres d'œuvres, noms de bateaux, etc.
- Les citations ne sont pas en italique mais en corps de texte normal. Elles sont entourées par des guillemets français : « et ».
- Les listes à puces sont à éviter, des paragraphes rédigés étant largement préférés. Les tableaux sont à réserver à la présentation de données structurées (résultats, etc.).
- Les appels de note de bas de page (petits chiffres en exposant, introduits par l'outil «  Source ») sont à placer entre la fin de phrase et le point final[comme ça].
- Les liens internes (vers d'autres articles de Wikipédia) sont à choisir avec parcimonie. Créez des liens vers des articles approfondissant le sujet. Les termes génériques sans rapport avec le sujet sont à éviter, ainsi que les répétitions de liens vers un même terme.
- Les liens externes sont à placer uniquement dans une section « Liens externes », à la fin de l'article. Ces liens sont à choisir avec parcimonie suivant les règles définies. Si un lien sert de source à l'article, son insertion dans le texte est à faire par les notes de bas de page.
- La présentation des références doit suivre les conventions bibliographiques. Il est recommandé d'utiliser les modèles {{Ouvrage}}, {{Chapitre}}, {{Article}}, {{Lien web}} et/ou {{Bibliographie}}. Le mode d'édition visuel peut mettre en forme automatiquement les références.
- Insérer une infobox (cadre d'informations à droite) n'est pas obligatoire pour parachever la mise en page.

Pour une aide détaillée, merci de consulter Aide:Wikification.
Si vous pensez que ces points ont été résolus, vous pouvez retirer ce bandeau et améliorer la mise en forme d'un autre article.
Liana Șerbescu, née le 25 août 1934 à Bucarest, est une pianiste roumaine, pédagogue du piano et musicologue, pionnière dans le domaine de la musique féminine. Par son activité multiforme de pianiste, chercheuse et écrivaine, elle a contribué à enrichir le répertoire de la musique classique pour piano,,.

## Biographie

### Jeunesse et formation
Liana Șerbescu est née de l'ingénieur Florian Șerbescu et de la pianiste Silvia Chelaru-Șerbescu ; la famille de sa mère compte plusieurs générations de musiciens et compositeurs,,.
Elle étudie avec plusieurs professeurs roumains bien connus : Constanța Erbiceanu (ro), Cella Delavrancea, Dagobert Buchholz et Silvia Șerbescu, au Conservatoire de Musique de Bucarest, et plus tard avec Guido Agosti à l'Accademia Musicale Chigiana à Sienne.

### Carrière
Lauréate de trois concours nationaux de jeunes pianistes (1953, 1955 et 1957), elle se produit avec tous les orchestres roumains. Elle fait des tournées en France, en Allemagne, en Union soviétique, en Chine, en Tchécoslovaquie, en Hongrie, en Pologne, en Yougoslavie, en Bulgarie, en Norvège, en Suède, en Italie Angleterre, en Espagne, aux Pays-Bas et aux États-Unis et collabore entre autres avec l'Orchestre des Concerts Lamoureux,, l'Orchestre philharmonique royal de Stockholm, l'Orchestra sinfonica della radiotelevisione croata (it), l'Orchestre symphonique de Prague, l'Orchestre Münchener Kammeroper et l'Orchestre Symphonique de Syracuse (États-Unis). Liana Șerbescu joue sous la direction de Charles Dutoit, Vaclav Smetacek, Sergiu Comissiona Erich Bergel, Lawrence Foster, Emil Simon, Renard Czajkowski, Daniel Chabrun, Eugène Bozza, Itay Talgam, Claire Gibault, Mihai Brediceanu et Mircea Cristescu.

### Exil puis retour en Roumanie

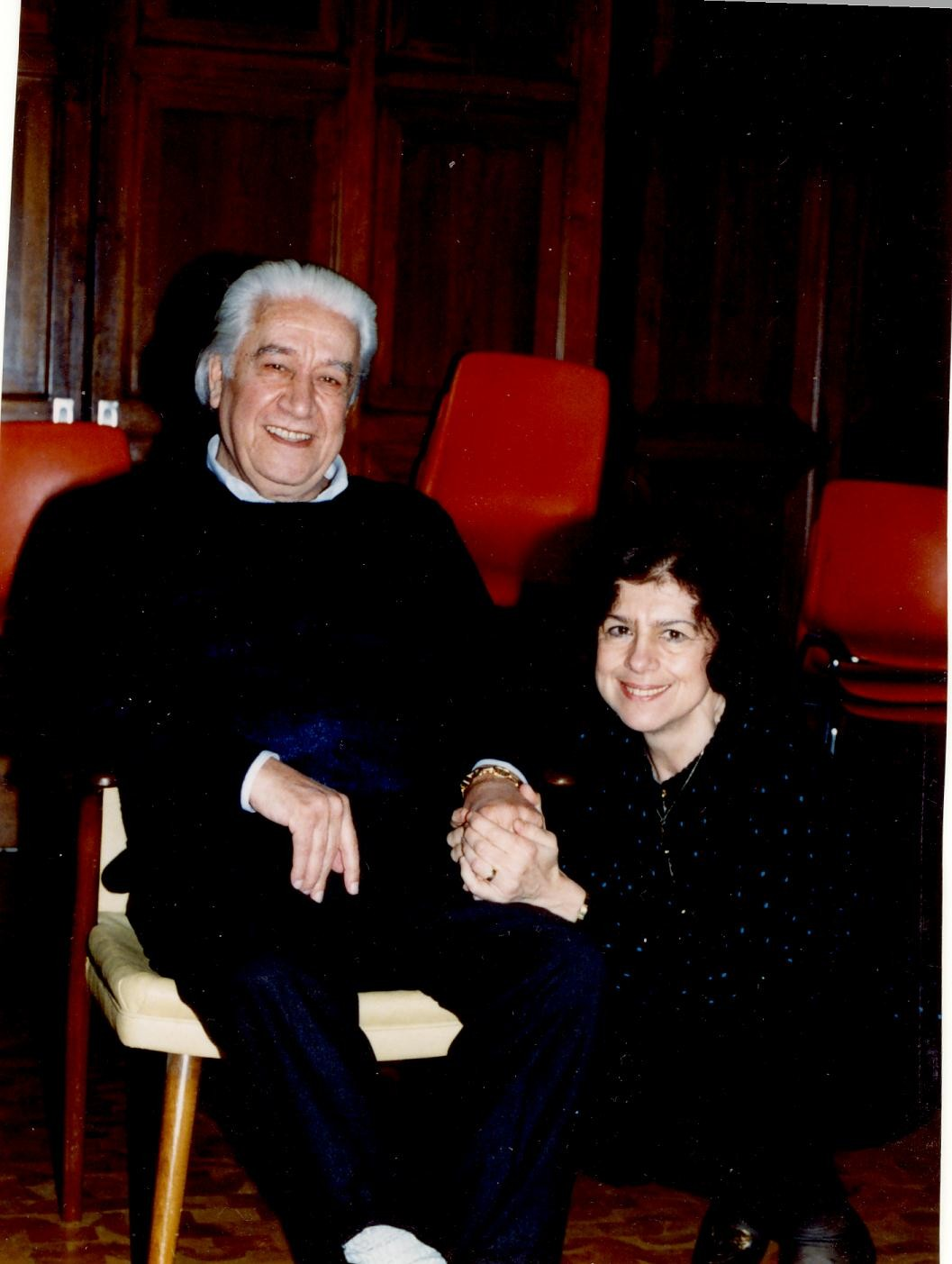
Liana Șerbescu avec Sergiu Celibidache à l'Université de Mayence pour sa classe de maître sur la phénoménologie, avril 1991.

En décembre 1974, Șerbescu quitte la Roumanie communiste et, après de brefs séjours en Norvège et en Suède, s'installe aux Pays-Bas. À la suite de son émigration illégale, tous ses enregistrements ont été supprimés de la phonothèque de la radio et de la télévision roumaines et son nom n'apparaît plus dans aucune publication — pas même dans la monographie sur Silvia Șerbescu d'Iosif Sava et Florian Șerbescu.
Elle travaille pendant vingt-deux ans comme professeur de piano au Brabants Conservatorium de l'Université de Tilbourg. Cependant, son activité principale est la promotion du travail des femmes compositrices,. Sa réalisation la plus notable dans ce domaine est le premier enregistrement, sur deux CD, des Sonates pour piano jusqu'ici inconnues de Fanny Mendelssohn Hensel et du cycle pour piano Das Jahr (1986-1987). De plus, elle édite en collaboration avec Barbara Heller (en) la première publication de ces ouvrages (Furore Verlag, 1989). Une autre contribution significative au répertoire pour piano est la découverte par Liana Șerbescu de la musique pour piano d'Ethel Smyth au British Library Manuscripts Department, qu'elle a ensuite  éditée chez Breitkopf & Härtel (2001-2002) et enregistrée sur un double disque chez CPO (1995).
En 1980, elle se produit au premier Festival international des femmes compositrices de Bonn Concerto pour piano et orchestre de Clara Schumann sous la direction de Claire Gibault. Par la suite, elle se produit souvent en Allemagne et aux Pays-Bas avec l'orchestre féminin de Cologne Clara Schumann dirigé par Elke Mascha Blankenburg (de). Après la Révolution roumaine de 1989, elle recommence à jouer en Roumanie. La compositrice Boldizsár Csiky salue son retour avec ces mots : « Après 18 ans d'absence, ensemble nous applaudissons : Bienvenue à la maison ! »

### Vie privée
Liana Șerbescu est mariée de 1965 à 1998 au physicien théoricien Mihai Gavrilă, avec qui elle a deux enfants: Ioa-Silva Gavrilă et Dariu Mihai Gavrilă,.

## Répertoire

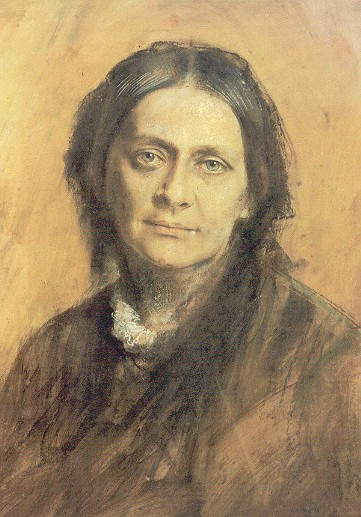
Clara Schumann (Pastel 1878) par Franz von Lenbach.

En plus du répertoire classique et romantique standard, ses programmes comprennent souvent des récitals de piano consacrés à Bach et à la musique du XXe siècle, pour lesquels elle a une affinité particulière. Le Concerto pour piano no 1 de Bartók le Concerto pour piano et instruments à vent de Stravinsky et Les quatre tempéraments pour piano et orchestre de Paul Hindemith ont été créés en Roumanie par Liana Șerbescu. Elle a également créé des œuvres pour piano de compositeurs roumains dans plusieurs pays et les a enregistrées pour des émissions de radio. En 1976, elle a créé à Osnabruck, le Concerto pour piano et orchestre d'Alfred Böckmann (de).
La musique de compositrices, couvrant quatre siècles, occupe une place particulière et constante dans son répertoire. Elle joue le Concerto pour piano de Clara Schumann avec plusieurs orchestres, ainsi que des pièces pour piano de diverses compositrices, dont certaines lui sont dédiées.

## Enregistrements
1. Fanny Mendelssohn -Hensel, Klavierwerke Vol. I - Das Jahr (première mondiale d'enregistrement de CD), CPO Recordings (CPO 999 013-2), Osnabrück, 1986[36],[37],[38]
2. Fanny Mendelssohn -Hensel, Klavierwerke Vol. II - Sonaten (enregistrement de CD en première mondiale), Lieder, CPO Recordings (CPO 999 015-2), Osnabrück, 1987[39].
3. Clara Wieck-Schumann, 7 Variationen über ein Thema von Robert Schumann, op. 20; - Romanze h-moll, Konzert für Klavier und Orchester in a moll, op. 7, Orchestre Clara Schumann, Elke Mascha Blankenburg, chef d'orchestre, Deutsche Bundesbank, Francfort - Deutschlandfunk, Köln, 1990 (MMS 9005).
4. Ethel Smyth, Œuvres complètes pour piano, (CD I et II), Enregistrements CPO (CPO 999 327-2), Osnabrück, 1995[40],[41].
5. Liana Serbescu, Pagini musicale din cariera pianistei [= pages musicales de la carrière du pianiste]. CD 1: Pièces pour piano solo; CD 2: Concertos pour piano et orchestre, Electrecord (EDC 1089-1090), Roumanie, 2013.
6. George Enescu, Muzică de camera de George Enescu în Olanda [= Musique de chambre en Hollande] (avec Michel François, violon et György Schiffer, violoncelle), Electrecord (EDC 1091), Roumanie, 2013[42].
7. Liana Serbescu Compozitoare de-a lungul secolelor prezentate de - [= Presents Women Compositers through the Century] (2 CD), Electrecord (EDC 1106/1107), 2014[43].
8. Silvia și Liana Șerbescu en concert (2 CD), Electrecord (EDC 1108/1109), 2014[44].
9. Beethoven • Vieru • Zoltán, JEUX, Electrecord (EDC 1158), 2019.

## Publications

### Éditions critiques de musique pour piano éditées par Liana Serbescu (premières publications)
- Fanny Hensel (née Mendelssohn), Das Jahr, vol I et II, Furore Verlag, 1989[45].
- Fanny Hensel (née Mendelssohn), Das Jahr, vol I et II, (édition révisée), Furore Verlag, 1998.
- Fanny Hensel, Sonate en ut mineur, Sonatensatz en mi majeur, Furore Verlag, 1991.
- Fanny Hensel, Sonate en sol mineur, Furore Verlag, 1991.
- Ethel Smyth, Œuvres complètes pour piano, vol. I, Breitkopf et Härtel, 2002[46].
- Ethel Smyth, Œuvres complètes pour piano, vol. II, Breitkopf et Härtel, 2001[47].
- Barbara Heller, Sonatine pour piano, (avec une préface de Liana Serbescu) Ed. Schott, Mayence, 2005.

### Articles
- L'année dans la vie de Fanny Mendelssohn (Das Jahr in het leven van Fanny Mendelssohn), Piano Bulletin, 21–32, Nederland, 1988.
- « Clara Haskil » (1895–1995), Roemenië Bulletin, 25–27, avril 1995, Pays-Bas.
- Ethel Smyth's Piano Music, Piano Journal, 11-15 novembre 1995, Londres.
- « L'Odyssée d'une publication - La première édition de la musique pour piano complète d'Ethel Smyth » (« De Odyssee van een Publicatie »), Piano Bulletin, 40–49, 2001, Nederland.
- Chansons sans paroles: le bicentenaire de Fanny Mendelssohn, Piano Journal, été 2005, Londres.
- Fanny Hensel, a Bicentennial Celebration, EPTA International Conference Manchester, 2005.
- Ulla Levens, Begegnungen mit Barbara Heller, 107-109 (« Geschichte einer Freundschaft »), Wolke Verlag, Hofheim, 2006.
- "Robert et Clara Schumann et leur pays de rêve Atlantis", Piano Bulletin, 29–41, Nederland, 2006.
- Spiritual Relations between Robert and Clara Schumann, International EPTA Conference, Czech Republic, 2006.
- Adieu à Robert: Variations sur un thème de lui, par Clara Schumann et Johannes Brahms, Piano Journal, 11-16, été 2006.
- About Love and Death in Ethel Smyth's Early Piano Creation, Symposium international Ethel Smyth, Detmold, 2008.
- Les Innocentes d'Anna de Noailles, ou Comment j'ai commencé à aimer la musique pour piano d'Ethel Smyth, Symposium international Ethel Smyth, Oxford, 2008.
- « Codes, chiffrements et indices cachés dans la musique de piano de Schumann », Piano Journal, 14–20, Londres, 2010.
- Une histoire secrète - les compositions des femmes compositrices à travers les siècles, Studii de Muzicologie vol. XII, 215-225, éd. Artes, Iasi, 2017.
- Enigma Alexandru Hrisanide, Studii de Muzicologie vol. XIV, 196–207, éd. Artes, Iasi, 2019.
- « Tinerețe fără bătrânețe : Compozitorul Alexandru Hrisanide (15 juin 1936 - 19 novembre 2018), Gânduri la intrarea lui în VIAȚA FĂRĂ DE MOARTE », dans: Muzica, serie nouă, XXX 5 (2019), 39-56.

### Livrets accompagnant les CD
- Fanny Hensel, Piano Works, vol I (voir enregistrement 1)
- Fanny Hensel, Piano Works, vol II (enregistrement 2)
- Ethel Smyth, Œuvres complètes pour piano (enregistrement 4)
- Musique de chambre de George Enescu aux Pays-Bas (enregistrement 6)
- Femmes compositrices au fil des siècles (enregistrement 7)

### Contributions aux lexiques des femmes musiciens
- Mascha Blankenburg, Dirigentinnen im 20. Jahrhundert. Porträts von Marin Alsop bis Simone Young, Europäische Verlagsanstalt / Sabine Groenewold Verlage, Hambourg, 2003, p. 8, 77–80, 244–245, 260, 264–265.
- Europäischer Dirigentinnenreader, Kassel, Furore Verlag, 2002. (ISBN 3-927327-55-7). (Schriftenreihe Frau und Musik Internationaler Arbeitskreis e. V. Bande 4), p. 28-29, 146-147.
- Isolde Weiermüller-Backes et Barbara Heller, Klaviermusik von Komponistinnen : vom 17. bis zum 21. Jahrhundert. Verzeichnis mit Hinweisen für den Unterricht, Staccato Verlag, Düsseldorf, 2003, p. 58–59.
- Hinson, Maurice et Wesley Roberts. - Guide du répertoire des pianistes, 887, Indiana University Press, 2013